# 다지마촌 (가나가와현)
다지마촌(일본어: 田島村)은 일본 가나가와현 아시가라시모군에 존재했던 촌이다. 현재의 오다와라시의 동부, 도카이도 본선 고즈역의 북동쪽에 위치했다.

## 역사
- 1889년 4월 1일 - 정촌제 시행에 의해 아시가라시모군 다지마촌이 성립하였다.
- 1948년 4월 1일 - 고즈정에 편입해, 동일 다지마촌은 폐지되었다.

## 교통

### 철도
일본국유철도 (현 동일본 여객철도) 고텐바선이 촌역을 통과하고 있었지만, 역은 존재하지 않았다.

## 참고 문헌
- 角川日本地名大辞典編纂委員会,『角川日本地名大辞典 神奈川県』1984, 角川書店